# 中坝乡 (石泉县)
中坝乡是中国陕西省安康市石泉县下辖的一个乡。2011年，中坝乡被撤销，辖境并入后柳镇。

## 行政区划
中坝乡下辖以下行政区：
中坝村、汉阴沟村、长安村、金齐村、柏桥村、长兴村、黄村、坝村。